# 金馬創投會議
金馬創投會議（英語：Taipei Golden Horse Film Project Promotion，簡稱：FPP）是創立於2007年提供華語電影相關創作者與電影發行商之間所設的投資平台。

## 歷史沿革
2014年新增2項「臺北文創劇作獎」及「華聯國際最具潛力創意獎」。該年度是華聯國際多媒體股份有限公司成為首度參與金馬創投會議、並於會議中設立獎項的公司。並在2015年首次將入選上限名額增加至30組。
2020年4月29日官方宣布增設劇集企劃項目，提供華語劇集企劃能與國際影視投資者媒合平臺。

## 獎項
- 百萬首獎
- 聲色盒子獎
- 利達數位影音獎
- Moneff Award
- 臺北文創劇作獎
- 傳翼數位獎
- 傳翼錄音獎
- 中影前製設備獎
- 中影後製獎
- 華聯國際最具潛力創意獎
- 現代數位獎
- 阿榮獎
- CNC現金獎
- 台北後製獎
- myVideo劇集創意獎

## 外部連結
- 金馬創投會議 （页面存档备份，存于）